# Bluechat
Bluechat es una charla o chat entre dos o más usuarios, donde cada uno utiliza un dispositivo bluetooth, como por ejemplo, un teléfono móvil GSM o una PDA, y lo nombra con lo que será su alias.
El dispositivo se utiliza generalmente en espacios públicos y poblados (como un pub, una calle, plaza, etc.)
Para comenzar la charla, debe ir al menú conectividad en su dispositivo y encender el puerto bluetooth. Posteriormente, debe buscar (y añadir) nuevos dispositivos bluetooth.
Para enviar un mensaje tiene que ir al programa organizador, crear una nueva nota y enviarla al otro dispositivo/usuario.
En todo caso, puede ocultar la visibilidad de su dispositivo y utilizar el vibrador para recibir los mensajes.
Se pueden tener elementos de presentación guardados en una nota de su teléfono móvil (como edad o rango de edad, sexo, orientación sexual, lengua, etc.) formando parte del su alias o (ya que puede ser algo largo) com parte de una nota general de perfil del usuario. También se pueden añadir otros elementos de contacto, como direcciones de correo electrónico.
En algunos establecimientos, se pueden crear bluechat-LANs (p.e. en un hotel, hospital, etc.), para una red bluechat más amplia.